# Václav Havel (piragüista)
Václav Havel (5 de octubre de 1920-14 de diciembre de 1979) fue un deportista checoslovaco que compitió en piragüismo en las modalidades de aguas tranquilas y eslalon.
Participó en los Juegos Olímpicos de Londres 1948, obteniendo una medalla de plata en aguas tranquilas en la prueba de C2 10 000 m. Ganó una medalla de bronce en el Campeonato Mundial de Piragüismo de 1950.
En la modalidad de eslalon, obtuvo siete medallas en el Campeonato Mundial de Piragüismo en Eslalon entre los años 1951 y 1959.

## Palmarés internacional
| Juegos Olímpicos   | Juegos Olímpicos       | Juegos Olímpicos  | Juegos Olímpicos |
| Año                | Lugar                  | Medalla           | Competición      |
| ------------------ | ---------------------- | ----------------- | ---------------- |
| 1948               | Londres (Reino Unido)  | Medalla de plata  | C2 10 000 m      |
| Campeonato Mundial |                        |                   |                  |
| Año                | Lugar                  | Medalla           | Competición      |
| 1950               | Copenhague (Dinamarca) | Medalla de bronce | C2 1000 m        |

| Campeonato Mundial | Campeonato Mundial | Campeonato Mundial | Campeonato Mundial |
| Año                | Lugar              | Medalla            | Competición        |
| ------------------ | ------------------ | ------------------ | ------------------ |
| 1951               | Steyr (Austria)    | Medalla de bronce  | C2 individual      |
| 1951               | Steyr (Austria)    | Medalla de plata   | C2 por equipos     |
| 1953               | Merano (Italia)    | Medalla de bronce  | C2 por equipos     |
| 1957               | Augsburgo (RFA)    | Medalla de plata   | C2 individual      |
| 1957               | Augsburgo (RFA)    | Medalla de oro     | C2 por equipos     |
| 1959               | Ginebra (Suiza)    | Medalla de plata   | C2 individual      |
| 1959               | Ginebra (Suiza)    | Medalla de plata   | C2 por equipos     |